# Bristol Type 133
El Bristol Tipo 133 fue un caza monoplano monoplaza y monomotor armado con cuatro ametralladoras, con una construcción de revestimiento sujeto a esfuerzos y tren de aterrizaje retráctil. Fue construido por la británica Bristol Aeroplane Company para cubrir la Especificación F.7/30. El único ejemplar se estrelló antes de que comenzaran las pruebas.

## Diseño y desarrollo
La Especificación F.7/30 solicitaba un caza de cuatro ametralladoras con mejores prestaciones a gran altitud y resistencia que los cazas de la época, una velocidad de ascenso excepcional, maniobrabilidad y visión panorámica combinada con una baja velocidad de aterrizaje. Se expresó preferencia por el uso del motor experimental Rolls-Royce Goshawk refrigerado por evaporación. Ninguno de los tres diseños presentados por Bristol fue elegido para realizar encargos oficiales de prototipos, pero uno, el Bristol Type 123 con motor Goshawk, fue construido como un contendiente de financiación privada. Al mismo tiempo, Bristol comenzó a trabajar en un segundo diseño.
Propulsado por un motor radial Bristol Mercury, el Type 133 era un monoplano en voladizo de ala baja, y fue el primer avión destinado al servicio de la RAF en tener un tren de aterrizaje retráctil. También fue el primer avión de Bristol en utilizar una construcción de revestimiento sujeto a esfuerzos para las alas, utilizando láminas de Alclad recientemente inventadas. Las alas eran de cuerda constante con puntas redondeadas y de forma acodada o de ala de gaviota invertida, con diedro negativo en la sección central y diedro positivo más allá. Los alerones recubiertos de tela se extendían por toda la superficie del ala exterior y podían bajarse simétricamente, haciendo de flaps. La cola horizontal tenía una relación de aspecto bastante alta y estaba recubierta de aluminio, llevando elevadores recubiertos de tela que estaban compensados por superficie. El timón también estaba compensado por superficie y recubierto de tela.
El fuselaje trasero era un monocasco de aluminio y el delantero estaba revestido con Alclad sobre una estructura tubular de acero. La cabina abierta del piloto estaba situada sobre el ala, a mitad de la cuerda. El motor Mercury estaba encerrado bajo una capota de cuerda larga. Una ventaja del ala acodada era que reducía la longitud del tren de aterrizaje, facilitando la retracción. Las ruedas principales del Type 133 se retraían completamente en carenados tipo baño debajo de las alas; esto se hacía hidráulicamente, usando una bomba manual. Dos de las cuatro ametralladoras estaban instaladas en el ala, justo por fuera del carenado del tren de aterrizaje, mientras que las otras dos estaban a cada lado del morro.
El Type 133, que llevaba la matrícula experimental R-10, voló por primera vez el 8 de junio de 1934, pilotado por Cyril Uwins, que quedó impresionado. Las pruebas realizadas durante los siguientes ocho meses produjeron algunas modificaciones, entre ellas la incorporación de una cubierta deslizante y un pilón de protección, mejores frenos, un timón agrandado y el reemplazo del patín de cola por una rueda de cola giratoria. También se mejoraron el escape y la refrigeración del motor. Los alerones de gran envergadura se acortaron y se combinaron con flaps divididos en la sección central. El avión estaba casi listo para asistir a las pruebas competitivas en RAF Martlesham Heath, cuando W.T. Campbell entró en un giro con el tren de aterrizaje bajado involuntariamente. Se generó una barrena plana irrecuperable y Campbell tuvo que abandonar el avión. Esto puso fin al interés de Bristol en el concurso de la Especificación F.7/30, que ganó el Gloster Gladiator.

## Especificaciones
Referencia datos: BarnesBarnes, 1970, p. 248

### Características generales
- Tripulación: Uno (piloto)
- Longitud: 8,5 m (28 ft)
- Envergadura: 11,9 m (39 ft)
- Altura: 3 m (9,7 ft)
- Superficie alar: 23 m² (247 ft²)
- Peso vacío: 1509 kg (3325,8 lb)
- Peso cargado: 2149 kg (4736,4 lb)
- Planta motriz: 1× motor radial de 9 cilindros refrigerado por aire Bristol Mercury VIS.2.
  - Potencia: 477 kW (658 HP; 649 CV)
- Hélices: Bipala de paso fijo

### Rendimiento
- Velocidad máxima operativa (Vno): 418 km/h (260 MPH; 226 kt)

### Armamento
- Ametralladoras: 

  - 4x Vickers de 7,7 mm frontales fijas, dos en las alas y dos en el fuselaje

## Aeronaves relacionadas

### Secuencias de designación
- Secuencia Numérica (interna de Bristol): ← 123 - 124 - 130 - 133 - 135 - 137 - 138 →